# Ряд Фантапье
Ряд Фантапье — разложение аналитического функционала в ряд, аналогичный ряду Тейлора, в некоторой окрестности области его определения. Введён в науку Л. Фантапье в 1930 г.

## Определение
Пусть {\displaystyle F[y(t)]} — аналитический функционал, {\displaystyle y(t)} — некоторая функция действительного переменного {\displaystyle t}, на которой он задан. Всякий аналитический функционал в окрестности его области определения можно разложить в абсолютно сходящийся ряд, аналогичный ряду Тейлора:
{\displaystyle F[y(t)+\phi (t)]=F[y(t)]+\sum _{n=1}^{\infty }{\frac {1}{n!}}F^{(n)}[y(t);\alpha _{1}^{*},\alpha _{2}^{*},...,\alpha _{n}^{*}]\phi (\alpha _{1})_{*}\phi (\alpha _{2})_{*}...\phi (\alpha _{n})_{*})}
Здесь {\displaystyle F^{(n)}[y(t);\alpha _{1}^{*},\alpha _{2}^{*},...,\alpha _{n}^{*}]=\left\{{\frac {\partial ^{n}}{\partial _{\epsilon _{1}}\partial _{\epsilon _{2}}...\partial _{\epsilon _{n}}}}F\left[y(t)+{\frac {\epsilon _{1}}{\alpha _{1}-t}}+{\frac {\epsilon _{2}}{\alpha _{2}-t}}+...+{\frac {\epsilon _{n}}{\alpha _{n}-t}}\right]\right\}_{\epsilon _{1}=\epsilon _{2}=...=\epsilon _{n}=0}} — производная n-го порядка от функционала {\displaystyle F} по {\displaystyle y}
в точке {\displaystyle \alpha }, символ {\displaystyle *} обозначает интеграл вдоль замкнутого пути.